# Viroza
Viroza, popularan, ali neprecizan naziv za kratkotrajnu bolest virusnog podrijetla. Najčešće se odnosi na infekciju dišnih puteva, crijeva ili želuca kod čovjeka. Pojam se često koristi u svakodnevnom razgovoru i u sredstvima javnog priopćavanja za kraća i lakša oboljenja kojima je uzročnik virus, ili se pretpostavlja da im je uzročnik virus.
Virusni gastroenteritis je poznat i pod nazivom crijevna viroza. Najčešća je bolest nakon infekcija gornjeg dišnog sustava. Prenosi se neopranim rukama, konzumacijom zaražene hrane i rjeđe kapljičnim putem. Infekciju u djece najčešće uzrokuje rotavirus, glavni krivac za do 65 posto teških proljeva širom svijeta. Zaraze rotavirusom su najčešće zimi, između studenog i travnja, u područjima s umjerenom klimom. Crijevnu virozu uzrokuju i adenovirusi i kalicivirusi (posebno virus Norwalk ili norovirus), a sve češće su i zaraze astrovirusom.